# 105 Music & Cars
105 Music & Cars è un programma radiofonico italiano di genere varietà-satirico in onda dal 2008, dal lunedì al venerdì dalle 16.00 alle 18.00 su Radio 105, condotto dal 2019 da Fabiola e Dario Spada.
Va in onda anche una replica del programma dalle 4.00 alle 6.00 di notte, sempre dal lunedì al venerdì.
L'11 luglio 2016 dopo 8 anni, per decisione della nuova dirigenza, Alvin lascia il programma per condurne uno suo dalle 12 alle 13. A sostituirlo, Fabiola, già volto noto all'interno del programma per le sue frequenti sostituzioni durante le assenze di Alvin.
Nella nuova stagione Fabiola viene riconfermata insieme a Dj Giuseppe nella conduzione del programma.
Durante la puntata del 9 maggio 2019 de Lo Zoo di 105, Dj Giuseppe annuncia le proprie dimissioni da Radio 105 dopo la polemica creatasi in seguito a un commento negativo fatto dal dj in onda il 3 maggio sul brano La mia rivoluzione di Alberto Urso, un concorrente del talent show Amici, di cui Radio 105 è partner. In seguito Fabiola dichiara che dietro a questa vicenda vi sono ragioni strettamente professionali e personali che vanno oltre alla polemica. Dallo stesso giorno Dario Spada co-conduce il programma con Fabiola.
Nella nuova stagione Dario Spada viene riconfermato insieme a Fabiola nella conduzione del programma.

## Compilation
Il 28 giugno 2011 è uscita la prima compilation dedicata al programma, 105 Music & Cars Compilation, composta da due CD, il secondo dei quali contenente anche un video sul programma, e un profumatore per auto come allegato.